# The Floorwalker
The Floorwalker (Charlot en la tienda, Charlot jefe de tienda o Carlitos inspector de tiendas) es un cortometraje estadounidense con actuación de Charles Chaplin, y dirección suya y, en la parte técnica, de Edward Brewer. Fue estrenada el 15 de mayo de 1916. 

## Sinopsis
Charlot pasea por una tienda grande y aprovecha algunos artículos de venta para su uso personal, y causa algunos disturbios. El encargado de la tienda ha robado la caja y ha hecho perder el conocimiento al gerente, y se dispone a huir con el dinero cuando se encuentra con Charlot, que es igual que él  hasta el punto de que ambos creen encontrarse ante un espejo. El encargado ofrece intercambiar los roles, y Charlot acepta. Entonces viene el gerente, que es cómplice del encargado, y confunde a Charlot con él. Se producen los consabidos alborotos, y hay intervención de dos detectives.

## Reparto

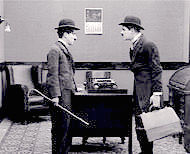
Chaplin y Bacon en un fotograma de la película.

- Charles Chaplin: Charlot en una tienda grande.
- Eric Campbell: el gerente de la tienda.
- Edna Purviance: la secretaria del gerente.
- Lloyd Bacon: el encargado de la tienda.
- Albert Austin: un empleado de la tienda.
- Charlotte Mineau:[7] una detective de la tienda.

## Crítica
Inicialmente la acción se desarrolla en dos planos paralelos - Charlot en la tienda y el gerente y su cómplice en su oficina - que al reunirse proporcionan uno de los mejores momentos de la película: cada uno de los dos, el cliente y el encargado, cree estar frente a un espejo. Hay saltos y carreras con ritmo cada vez más acelerado, y se emplea el gag de la escalera automática y el personaje corriendo en sentido contrario con el resultado de estar siempre en el mismo sitio.